# 湖南高速線
湖南高速本線（ホナムこうそくほんせん）は、大韓民国忠清北道清州市興徳区の五松駅と全羅南道木浦市の任城里駅を結ぶ予定の韓国鉄道公社（KORAIL）の高速鉄道路線。このうち五松駅から光州広域市光山区の光州松汀駅までの区間が2015年4月2日に開業している。

## 計画
2004年より京釜高速線の開通でKTXの運行開始とともに全羅北道、全羅南道の要望で、在来線の湖南線にもKTXが運行しているが、ソウル駅 - 釜山駅間の所要時間よりも龍山駅 - 木浦駅間の所要時間が長いため、新たに湖南線に並行する高速新線を着工することに決定した。
第1期区間として、五松 - 光州松汀間（182.2km）が総事業費8兆7,263億ウォンを投じて建設され、2015年4月2日に開業。光州松汀 - 木浦間は既存の湖南線を活用する。
光州松汀以南の第2期区間についてはルート議論が続いていたが、2017年11月30日に国土交通部が発表した確定計画では、光州松汀 - 羅州 - 古幕院間は既存の湖南線を高速化改良し、古幕院からは務安空港を経由して任城里に至る高速線を建設、任城里 - 木浦間は既存の湖南線を活用する予定となっている。
KTX運行開始当時の湖南高速鉄道は、湖南線区間で在来線を利用しているため、龍山駅 - 光州駅間の所要時間は2時間30分以上かかっていたが、第1期区間開業により龍山駅 - 光州松汀駅間の所要時間は1時間33分まで短縮される。第2期区間の完成後は、龍山駅 - 木浦駅間の所要時間が2004年の運行開始時の約3時間、第1期区間開業時の約2時間15分から、最短1時間46分程度にまで短縮される見込みである。
事業費は政府と韓国鉄道施設公団が50%ずつ分担する。

## ルート
五松駅は6面10線となり、下り線は高々架で京釜高速線をオーバークロスしながら南西へルートをとり、益山駅で湖南線と接続。一旦合流した後、益山駅南方で湖南線から分岐（この部分は2016年内に線増事業がなされることとなった。）し、そのまま光州松汀駅までほぼ並行したルートを通る。
京釜高速線千聖山トンネル建設時に反対運動が起きた教訓により、鶏龍山国立公園をバイパスするようにルートが定められている。

## ルート選定を巡る問題

### 分岐駅選定
京釜高速線からの分岐駅は天安牙山駅、五松駅、大田駅の3案があった。最短ルートの天安、五松を玄関口とする行政新都市、新設区間が短く、最大人口を抱え、京釜線との連携も図れる大田それぞれの関係自治体が誘致合戦を繰り広げたが、済州島を除く全国15の自治体から選ばれた分岐駅評価団の最終評価にて、五松駅分岐が正式決定された

### 大田都市圏
路線建設時、開通により西大田駅を経由する在来線経由のKTXは廃止または削減されると見込まれていたため、直通列車存続を求める大田・忠清北道の住民と、貫徹を求める全羅北道住民の対立が深まった。
2015年、国土交通部は既存ルートである西大田経由のKTXを1日9往復残すことを発表した。ただし、西大田経由列車は全て益山駅までに運行区間が短縮されるため、光州方面に行くには益山駅で乗り換えが必要となり、大田・忠南地域の自治体は反発している。

### 光州広域市
2004年の開業以来約11年間、光州広域市内のKTXの発着拠点は光州線に位置する光州駅と、木浦方面直通便の光州松汀駅の分散ターミナルとなってきた。
当路線建設の際、光州駅直通存続を要求する北区と政府の光州松汀駅拠点化を支持する光山区の対立が激しくなっており、市は国土交通部に「既存の湖南線河南駅から光州駅への新線分岐」「高速線長城駅から既存の湖南線へ分岐し現ルートでの光州駅乗り入れ」「光州松汀駅でスイッチバックして光州駅乗り入れ」「光州松汀駅-光州駅間のシャトル列車設定」の4案を提案した。前者2案は財政企画部の調査により妥当性がないと診断され、スイッチバック方式は上下線転線による交差支障、シャトル方式は光州都市鉄道1号線のほうが短時間で済むと国土交通部は問題視しており、市との協議をよびかけた。
最終的には、2015年2月に国土交通部はKTXの光州駅乗り入れは困難と表明した。そして、高速線開業に伴うダイヤ改正により、光州駅発着KTXの設定は廃止され、ターミナル駅は光州松汀駅に一本化されることとなった。

### 第2期区間（光州-木浦間）
羅州以南については空港支線案を打ち出す企画財政部と、空港経由の高速線を支持する全羅南道・国土交通部が永らく対立したままとなっていたが、文在寅政権発足半年後の2017年11月30日に企画財政部と国土交通部が羅州以南で務安国際空港を経由する新線43.9kmを建設する案で合意に達した。2020年着工、2025年完成を予定している。加えて同時期に共に民主党と国民の党（その後正しい未来党）双方の院内代表でも合意に達しているため、基本計画の修正以外に立法、行政両面での障害は少なくなった。
- 光州-木浦(任城里)ルートの2009年4月のF/S結果

| 案                              | ルート                          | 距離   | 最高速度 | 任城里までの所要時間(務安空港まで) | 事業費           | B/C  |
| ------------------------------- | ------------------------------- | ------ | -------- | ---------------------------------- | ---------------- | ---- |
| 現行湖南線                      | 光州-羅州-木浦                  | 59.5㎞ | 160km/h  | 26分                               | -                | -    |
| 国土海洋部                      | 直線ルート(全区間新線)          | 48.6㎞ | 300km/h  | 13分                               | 2兆3,200億ウォン | 0.51 |
| 全羅南道                        | 務安空港経由(全区間新線)        | 64.9㎞ | 300km/h  | 16分(11分)                         | 3兆1,400億ウォン | 0.40 |
| 羅州市                          | 光州松汀-羅州(在来線)+以南新線  | 50.9㎞ | -        | 32分                               | 2兆100億ウォン   | 0.55 |
| 路線選定評価委員会 評価団決定案 | 在来線高速化 +咸平-務安空港新線 | 76.1㎞ | 230km/h  | 19分(16分)                         | 9,700億ウォン    | 0.81 |

※任城里駅-木浦駅は4分追加所要。

## 歴史
- 1990年
  - 4月～9月 - 国土研究院が湖南高速鉄道妥当性調査
- 1994年
  - 9月 - 韓国交通研究院が湖南高速鉄道基本計画策定調査（1995年末まで）
- 1999年
  - 12月 - 同院が事業性調査
- 2001年
  - 5月 - 同院と建設交通部と調査委託研究実施（2003年11月まで）
- 2004年
  - 10月 - 建設交通部と国土研究院が同計画調査研究補完業務
- 2005年
  - 6月30日 - 分岐駅が圧倒的大差で五松駅に決定。
- 2006年
  - 8月28日 - 湖南高速鉄道基本計画策定。
    - 2015年五松 - 光州松汀間、2017年光州松汀 - 任城里間開通
    - 総事業費は10兆5,417億ウォン
- 2007年
  - 7月11日 - 李明博ソウル市長（当時）が大統領選挙公約に第1期区間の2年前倒しで2012年開通を公約[9]
- 2008年
  - 9月7日 - 国会予算政策所、李大統領の公約実現不可能と分析[10]
- 2009年
  - 4月13日 - 「湖南高速鉄道基本計画修正案」[11]
    - 五松-光州を1年前倒しして2014年開通、光州-木浦は2017年。
    - 総事業費は7,965億ウォン増額の11兆3,382億ウォン
    - 務安空港経由案反映せず

  - 5月22日 - 五松駅、益山駅着工
  - 7月24日 - 益山駅着工式典
- 2011年
  - 9月1日 - 達城(タルソン)トンネルで崩落事故[12]
  - 12月7日 - 現代ロテム1社のみの応札で車両入札が流札[13]
- 2012年
  - 2月20日 - 現代ロテム、韓国鉄道施設公団からKTX-山川10連22編成を7,360億ウォンで受注。[14]
  - 3月20日 - 線内最長の鶏龍山トンネル(7,240m)が貫通し、翌日貫通式典が行われる。[15]
  - 7月4日 - 2014年開通の工程が厳しいとの見通し[16]
    - 採用した新制御システムTVM-430-SEI(既存と異なるバージョン)について入札が遅れ、京釜高速線時より長い試験期間の確保を要するため。
    - 一部工区で橋桁と橋脚を繋ぐ「シュー」が設計と異なることが国土海洋部の摘発で明らかになった。
    - 当路線用に韓国鉄道施設公団が現代ロテムに発注したKTX-山川22編成について、2014年内に全編成を受領する計画を同年15編成、翌年7編成に変更された。

  - 8月2日 - 2期区間(光州-木浦間)基本計画が変更される[17]
    - 全羅南道と羅州市の抵抗で直線ルートを推進することは変わらないが、一時撤回し、羅州までは在来線を活用
    - 総事業費：8兆7,283億ウォン(五松-光州松汀間のみ先行計上。△2兆6,099億ウォン、車両費7,688億ウォン含む)
    - 全通時期：第1期2014年、第2期2017年で変わらず（ただし光州松汀以南確定後に決定）
    - 投入車両：10連360両→10連220両(運行回数44回は変わらず)

  - 11月26日 - 韓国鉄道技術研究院と大韓電線が共同開発で湖南高速線先行試験区間用に400㎞/h級の架空電車線適用を表明[18]
- 2013年
  - 1月6日 - 達城トンネル（1,360m）が貫通。[19]
  - 4月 - 軌道工事着手[20]
  - 7月2日 - 盧嶺（ノリョン）山脈を貫く盧嶺トンネル（4,300m）が貫通。[21]
  - 8月5日 - 鉄道施設公団、線内の高速分岐器28基を179億ウォンでサムピョE&C(株)に発注。[22]
  - 8月9日 - 世宗特別自治市芙江面葛山里の葛山（カルサン）トンネル（全長3,027m）の土木工事が2年4か月目で完工。[23]
- 2014年
  - 10月21日 - 当路線で投入される新型車両（120000系）での第1期区間全線（五松 - 光州松汀間）で試運転を開始。[24]
- 2015年
  - 4月1日 - 開通式開催[1]。
  - 4月2日 - 第1期区間開業[1]。
  - 9月1日 - 第2期区間(光州-木浦間)基本計画が再変更される[25][26]
    - 光州松汀 - 古幕院間26.4kmの在来線高速化区間を2016年10月に先行着工、2018年12月完工。事業費は1897億ウォン
    - 中間停車駅は羅州駅の既存活用で確定
    - 古幕院以南は務安空港経由も含め継続協議とし、それまでは現行ルート経由

## 駅一覧

### 五松 - 光州松汀
- 国土交通部告示第2015-70号に基づく。

| 駅名                 | 駅名       | 駅名              | 駅間 キロ (km) | 累計 キロ (km) | 駅 等級 | 駅種別 | 接続路線                                                                             | 所在地                | 所在地                |
| 日本語               | ハングル   | 英語              | 駅間 キロ (km) | 累計 キロ (km) | 駅 等級 | 駅種別 | 接続路線                                                                             | 所在地                | 所在地                |
| -------------------- | ---------- | ----------------- | -------------- | -------------- | ------- | ------ | ------------------------------------------------------------------------------------ | --------------------- | --------------------- |
| （京釜高速線分岐点） |            |                   |                | 0.0            | 分岐点  | 分岐点 | 韓国鉄道公社：京釜高速本線（直通運転）                                               | 忠清北道 清州市興徳区 | 忠清北道 清州市興徳区 |
| 五松駅               | 오송역     | Osong             | 0.7            | 0.7            | 1級     | 普通駅 | 韓国鉄道公社：京釜高速本線・忠北線                                                   | 忠清北道 清州市興徳区 | 忠清北道 清州市興徳区 |
| 公州駅               | 공주역     | Gongju            | 43.8           | 44.5           |         |        |                                                                                      | 忠清南道 公州市       | 忠清南道 公州市       |
| 益山駅               | 익산역     | Iksan             | 46.0           | 90.5           | 1級     | 普通駅 | 韓国鉄道公社：湖南本線・全羅本線（直通運転）・長項本線                               | 全北特別自治道        | 益山市                |
| 井邑駅               | 정읍역     | Jeongeup          | 42.1           | 132.6          | 2級     | 普通駅 | 韓国鉄道公社：湖南本線                                                               | 全北特別自治道        | 井邑市                |
| 光州松汀駅           | 광주송정역 | Gwangju Songjeong | 50.5           | 183.1          | 2級     | 普通駅 | 韓国鉄道公社：湖南本線・慶全本線・光州線 光州都市鉄道：●1号線 (117) （光州松汀駅駅） | 光州広域市 光山区     | 光州広域市 光山区     |
| （湖南線分岐点）     |            |                   | 0.7            | 183.8          | 分岐点  | 分岐点 | 韓国鉄道公社：湖南本線（直通運転）                                                   | 光州広域市 光山区     | 光州広域市 光山区     |

### 光州松汀 - 木浦（計画中）
- 距離・名称は変更される可能性がある。
- 光州松汀駅 - 羅州駅 - 羅州連結線分岐（古幕院駅付近）、木浦連結線分岐（任城里駅北方） - 任城里駅 - 木浦駅間は湖南本線と共用。高速線区間の延長は43.9km。

| 駅名                          | 駅名       | 駅名              | 駅間 キロ (km) | 累計 キロ (km) | 駅 等級 | 駅種別     | 接続路線                                                                             | 所在地            | 所在地            |        |
| 日本語                        | ハングル   | 英語              | 駅間 キロ (km) | 累計 キロ (km) | 駅 等級 | 駅種別     | 接続路線                                                                             | 所在地            | 所在地            |        |
| ----------------------------- | ---------- | ----------------- | -------------- | -------------- | ------- | ---------- | ------------------------------------------------------------------------------------ | ----------------- | ----------------- | ------ |
| 光州松汀駅                    | 광주송정역 | Gwangju Songjeong |                | 183.1          | 2級     | 普通駅     | 韓国鉄道公社：湖南本線・慶全本線・光州線 光州都市鉄道：●1号線 (117) （光州松汀駅駅） | 光州広域市 光山区 | 光州広域市 光山区 |        |
| 羅州駅                        | 나주역     | Naju              | 15.8           | 198.9          | 2級     | 普通駅     | 韓国鉄道公社：湖南本線                                                               | 全羅南道          | 羅州市            |        |
| 羅州連結線分岐 （湖南線）     |            |                   | -              | 209.5          | 分岐点  | 分岐点     | 韓国鉄道公社：湖南本線                                                               | 全羅南道          | 羅州市            |        |
| 羅州連結線分岐 （湖南高速線） |            |                   | -              | -              | 分岐点  | 分岐点     |                                                                                      | 全羅南道          | 羅州市            |        |
| 務安空港駅(仮称)              | 무안공항역 | Muan Airport      | 33.4           | 232.3          |         |            |                                                                                      | 全羅南道          | 務安郡            | 務安郡 |
| 木浦連結線分岐 （湖南高速線） |            |                   | -              | -              | 分岐点  | 分岐点     |                                                                                      | 全羅南道          | 木浦市            | 木浦市 |
| 木浦連結線分岐 （湖南線）     |            |                   | -              | -              | 分岐点  | 分岐点     | 韓国鉄道公社：湖南本線                                                               | 全羅南道          | 木浦市            | 木浦市 |
| 任城里駅                      | 임성리역   | Imseong-ri        | 21.1           | 253.4          | 3級     | 普通駅     | 韓国鉄道公社：湖南本線                                                               | 全羅南道          | 木浦市            | 木浦市 |
| 木浦駅                        | 목포역     | Mokpo             | 7.3            | 260.7          | 1級     | 地域管理駅 |                                                                                      | 全羅南道          | 木浦市            | 木浦市 |